# Județul Câmpulung (interbelic)
Județul Câmpulung a fost o unitate administrativă de ordinul întâi din Regatul României, aflată în regiunea istorică Bucovina. Reședința județului era orașul Câmpulung Moldovenesc.

## Întindere

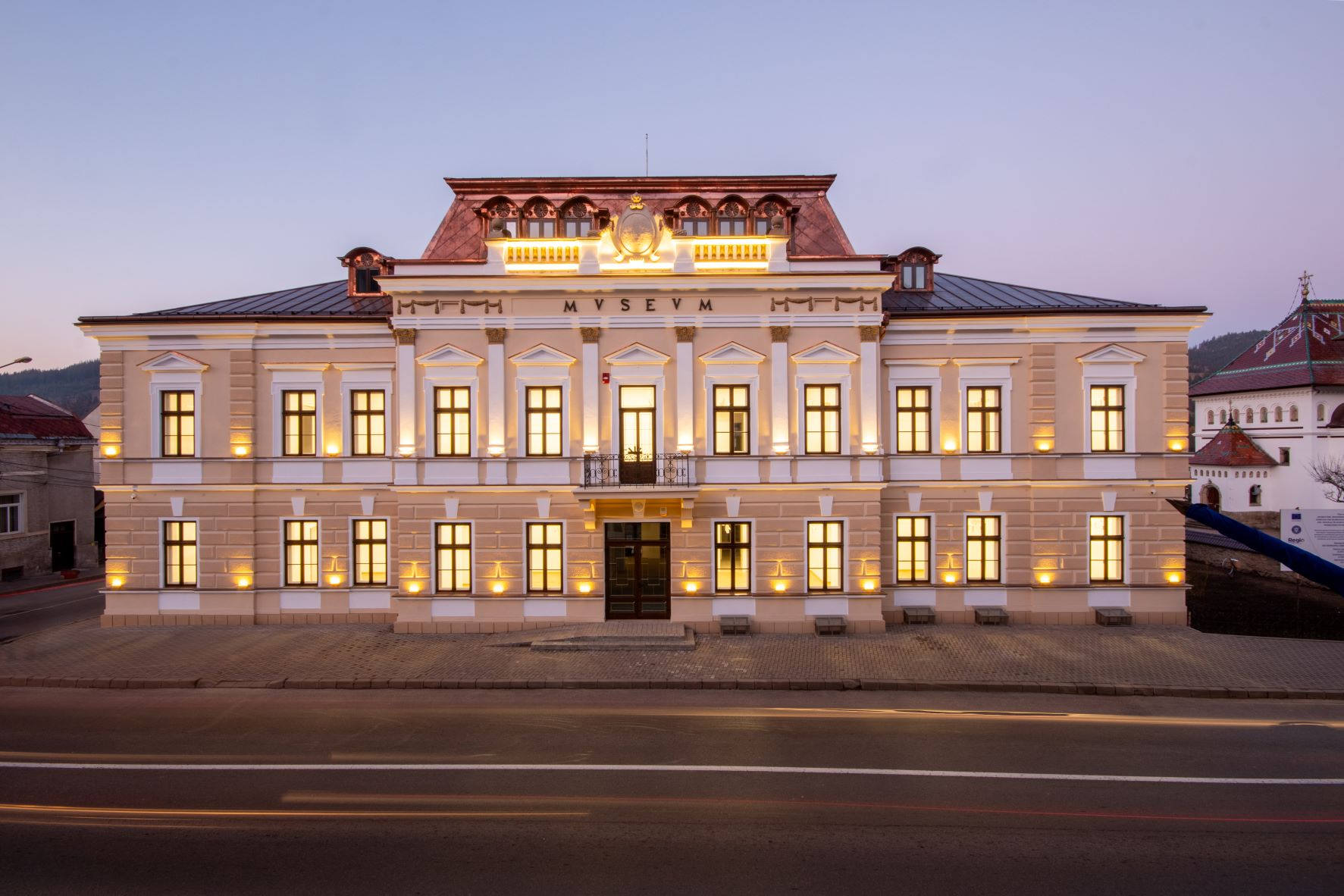
Clădirea Prefecturii județului Câmpulung din perioada interbelică. Clădirea-monument istoric, construită la sfârșitul secolului al XIX-lea în stil baroc și situată pe Calea Transilvaniei nr. 10, găzduiește în prezent Muzeul „Arta Lemnului” din Câmpulung Moldovenesc.

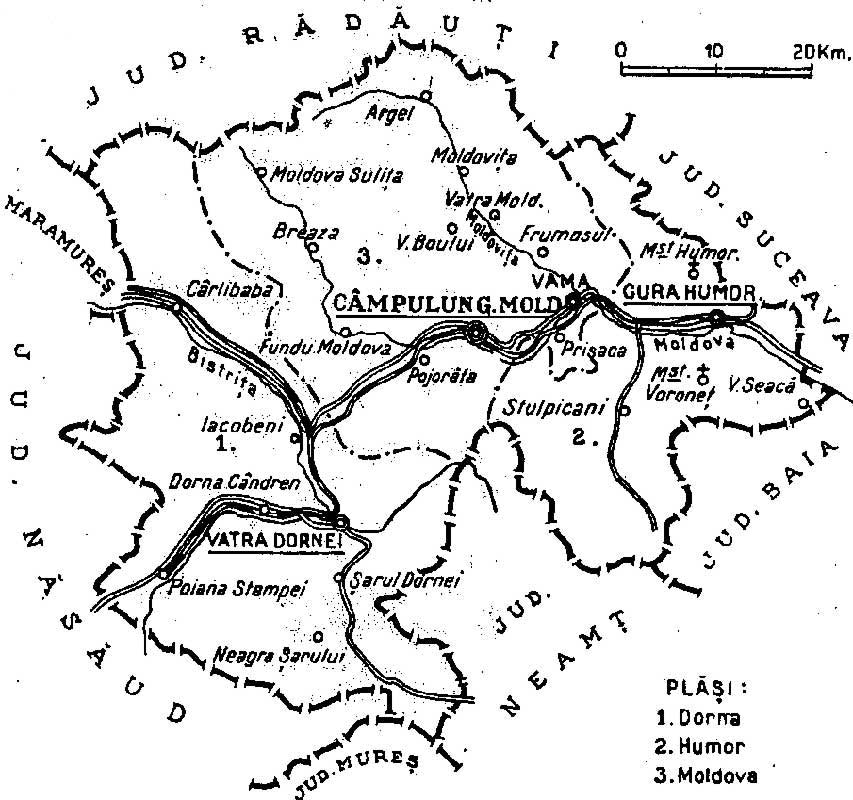
Harta județului, cu dispunerea și denumirea plășilor, în anul 1938.

Județul se afla în partea de nord a României Mari, în regiunea Bucovina de sud, iar actualmente teritoriul lui este în totalitate în județul Suceava, constituind jumătatea vestică a actualului județ. Se învecina la nord cu județul Rădăuți, la vest cu județele Năsăud și Maramureș, la sud cu județele Mureș, Neamț și Baia, iar la est cu județul Suceava. Județul a fost desființat odată cu reforma administrativă din 6 septembrie 1950.

## Organizare
Județul fusese inițial alcătuit din trei plăși. Mai târziu, din plasa Moldova, care era cea mai mare dintre ele, a fost desprinsă plasa Moldovița. Prin urmare, numărul plășilor județului Câmpulung a devenit patru. Acestea erau următoarele:
1. Plasa Dorna (cu reședința în orașul Vatra Dornei),
2. Plasa Humor (cu reședința în orașul Gura Humorului),
3. Plasa Moldova (cu reședința în orașul Câmpulung Moldovenesc) și
4. Plasa Moldovița (cu reședința în orașul Vama).

## Populație
Conform datelor recensământului din 1930 populația județului era de 94.816 locuitori, dintre care 61,3% români, 20,2% germani, 8,2% evrei, 6,7% ucrainieni, 1,8% polonezi ș.a. Din punct de vedere confesional populația era formată din 68,2% ortodocși, 16,9% romano-catolici, 8,2% mozaici, 5,5% lutherani ș.a.

### Mediul urban
Populația urbană a județului era de 31.254 locuitori, dintre care 56,3% români, 22,6% germani, 17,9% evrei, 1,5% polonezi ș.a. Sub aspect confesional orășenimea era alcătuită din 55,6% ortodocși, 19,4% romano-catolici, 17,9% mozaici, 5,2% lutherani, 1,6% greco-catolici ș.a.
În anul 1930 localitățile urbane ale județului aveau următoarea populație: Câmpulung Moldovenesc – 10.071 locuitori, Vatra Dornei – 9.826 locuitori, Gura Humorului – 6.042 locuitori, Vama – 5.315 locuitori.

## Materiale documentare

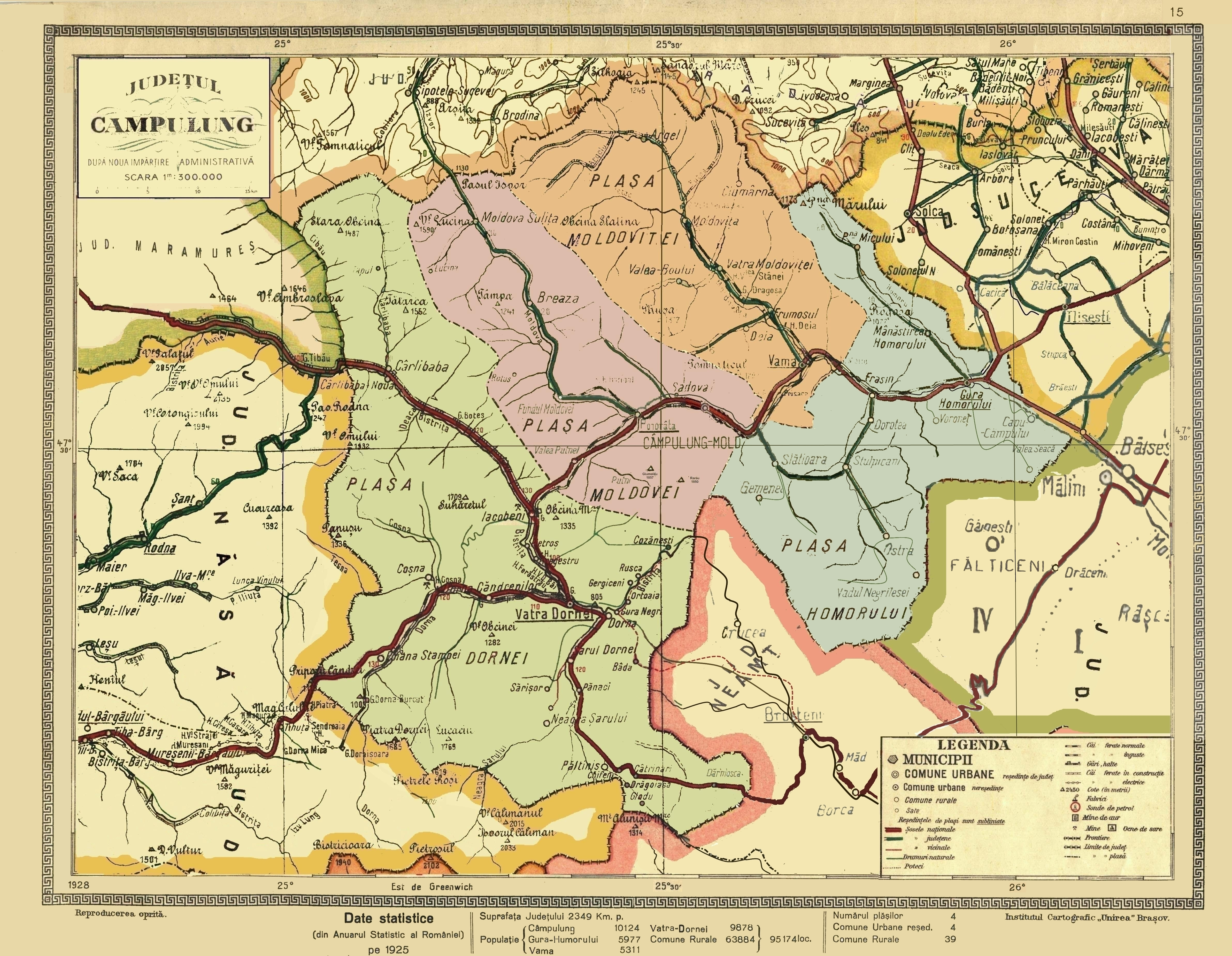
Harta județului Câmpulung în anul 1928
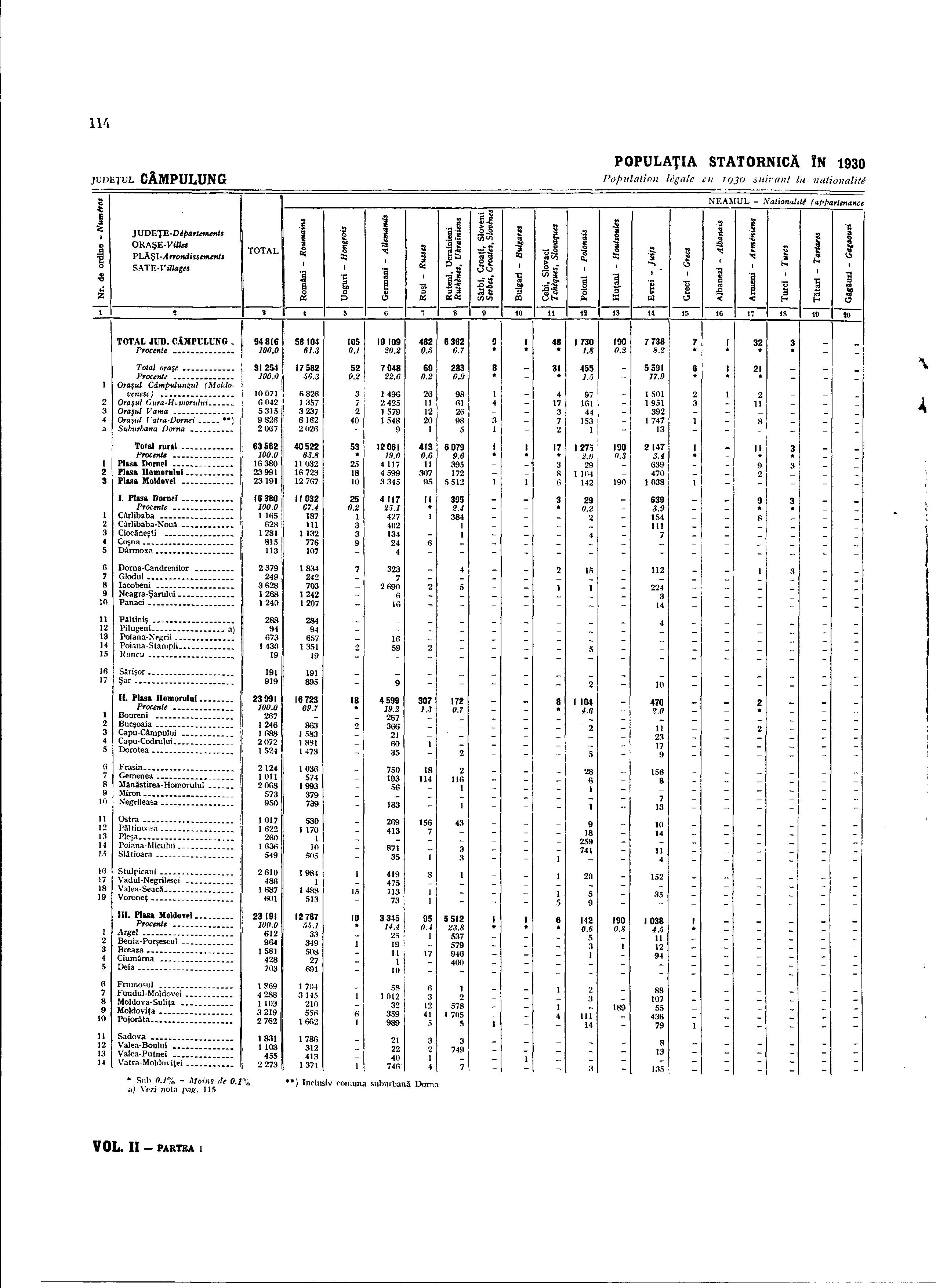
Populația județului în anul 1930, după etnie și limbă maternă
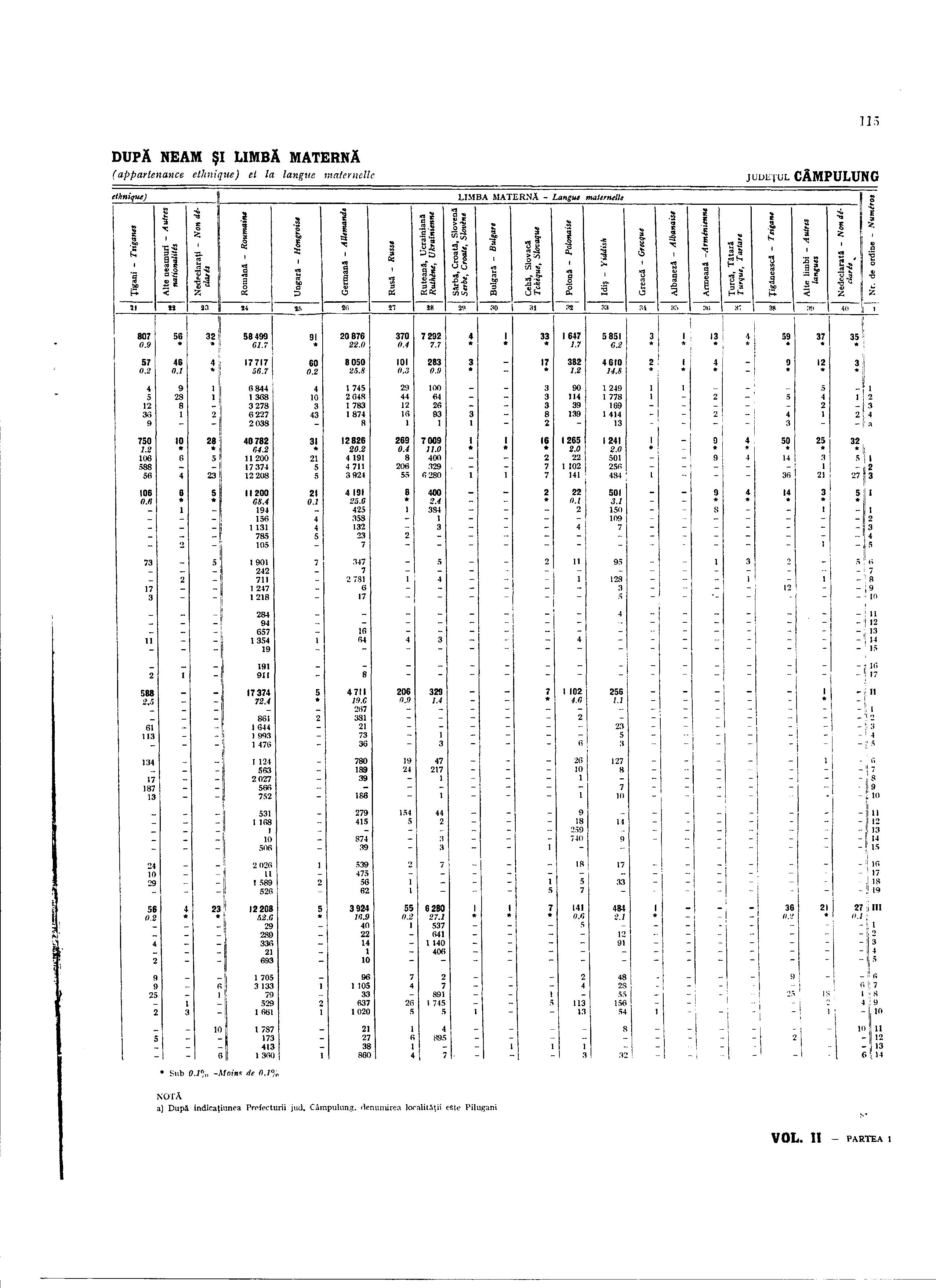
Populația județului în anul 1930, după etnie și limbă maternă
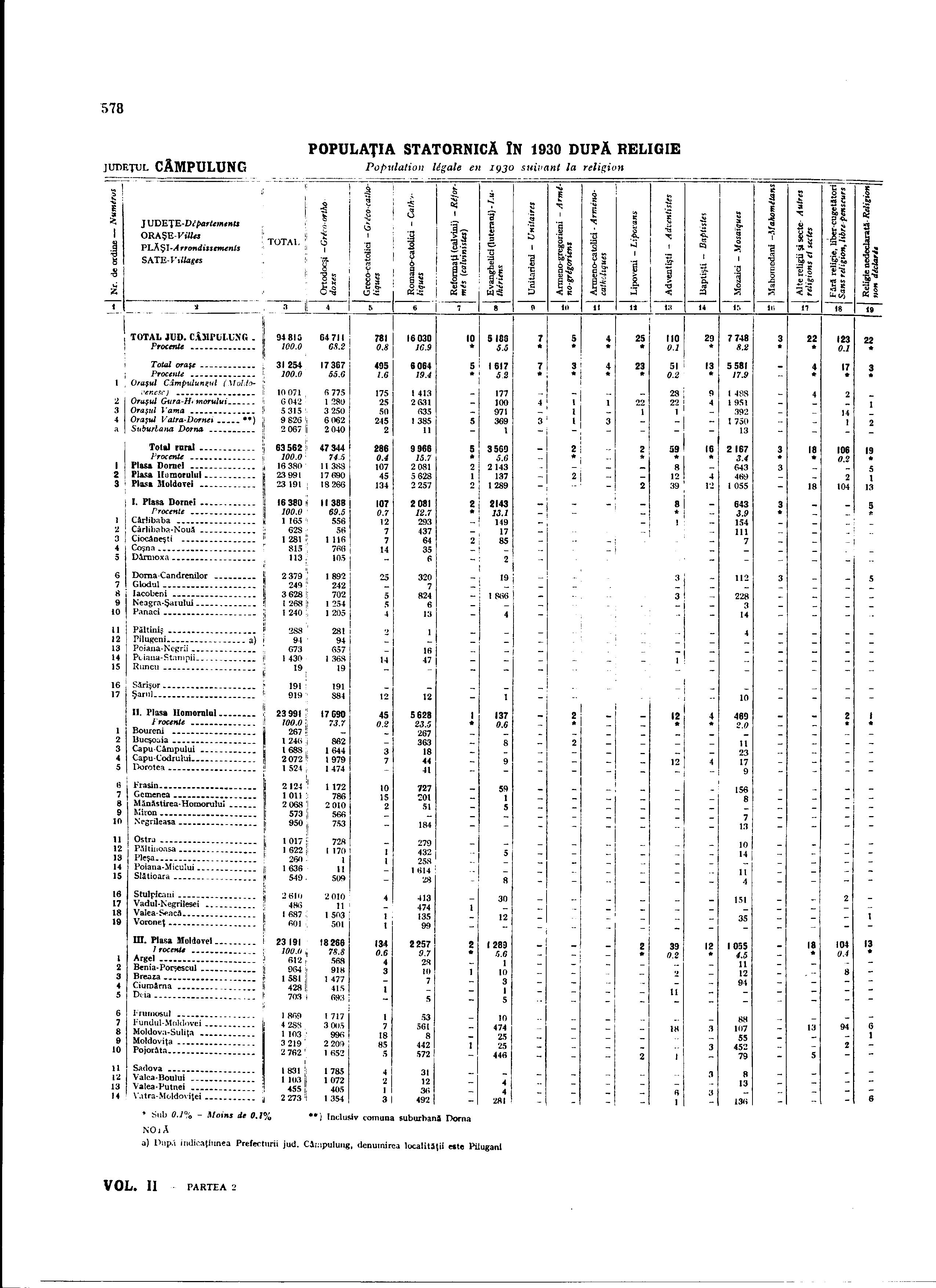
Populația județului în anul 1930, după religie